# Паллас, Пётр Симон
Пётр Си́мон Палла́с (нем. Peter Simon Pállas; 22 сентября 1741, Берлин — 8 сентября 1811, там же) — немецкий и русский учёный-энциклопедист, естествоиспытатель и путешественник на русской службе (1767—1810).
Пётр Паллас прославился научными экспедициями по Сибири и Южной России, внёс существенный вклад в становление и развитие биологии, географии, этнографии, геологии и филологии, является одним из основателей биогеографии и экологии. «Паллас, Пётр Симон, — один из наиболее выдающихся естествоиспытателей всех стран и времён…» — так начинается персоналия Ф. П. Кеппена об учёном в «Русском биографическом словаре». «…Природный немец, родом пруссак, <…> отдавший всю жизнь России… Паллас отличался <…> широтой своих научных интересов, попытками научного, глубокого творчества в области искания обобщений в наблюдательных науках, <…> колоссальной работоспособностью и точным владением вечными элементами научного метода…», — сказал В. И. Вернадский.

## Биография
Родился 22 сентября 1741 года в семье берлинского врача Симона Палласа (1694—1770). Мать, Сусанна Лиенард, происходила из старинной протестантской семьи эмигрантов из французского города Мец. У Палласа были старшие брат и сестра. Это было время царствования просвещённого монарха Фридриха II (король Пруссии в 1740—1786 годах), реорганизовавшего Прусскую академию наук.

### Образование
По воле отца получил превосходное для своего времени домашнее, преимущественно гуманитарное, образование. До 1754 года обучением Палласа занимался единственный, чрезмерно строгий и жестокий учитель, но несмотря на несправедливое обращение, мальчик хорошо освоил латынь, английский, французский и родной немецкий языки, изучил основы греческого языка. Хорошо знал классическую римскую поэзию, и превосходно владел немецким письменным языком (что в тогдашней берлинской среде встречалось нечасто).
В 1754—1758 годах посещал лекции в Медико-хирургической коллегии в Берлине, где изучал анатомию, физиологию, акушерство, хирургию и наряду с ними ботанику и зоологию. Учителями Палласа были Иоганн Готтлиб, Иоганн Меккель — старший, Иоганн Шпрёгель и его собственный отец — профессор хирургии. Окончив курс анатомии в Берлине, с осени 1758 года продолжил естественнонаучное образование в Университете Галле, у Иоганна Зегнера, а затем в Гёттингенском университете у Альбрехта фон Галлера. В июле 1760 года он перебрался в Лейденский университет, и несколько месяцев спустя защитил докторскую диссертацию по медицине о кишечных глистах человека и некоторых животных (лат. De infestis veventibus intra viventia — «О вредителях, живущих внутри организмов»), жёстко критиковавшую воззрения Линнея на систематику беспозвоночных. Затем Паллас, которому только что исполнилось 19 лет, приводил в порядок естественно-исторические коллекции в Лейдене и посетил Англию с целью изучения ботанических и зоологических коллекций. Тем временем отец подыскал ему место хирурга в действующей армии на голландском театре Семилетней войны. В 1762 году вернулся в Берлин и уже отправился в войска, но Пруссия уже заключила мир с Россией, и смог продолжить свои биологические опыты — к неудовольству отца, желавшего видеть сына врачом-практиком.
Летом 1763 года с разрешения отца отправился в Гаагу и провёл там три года. В Голландии учёный был избран членом Лондонского королевского общества и Римской академии естествоиспытателей. По результатам работ в Англии и Голландии были опубликованы научные работы: «Перечень зоофитов» (лат. Elenchus zoophytorum, Гаага, 1766) и «Зоологическая смесь» (лат. Miscellanea zoologica, Гаага, 1766). Обе работы были посвящены анатомии и систематике низших животных и включали описание нескольких новых для того времени видов. Внёс существенные изменения в линнеевскую классификацию червей. Паллас отказался также от «лестницы существ» (идея которой восходит ещё к Аристотелю, но особенно была распространена среди натуралистов в XVIII веке), высказывал идеи исторического развития органического мира и предложил графически располагать последовательные связи основных таксономических групп организмов в виде родословного древа с ветвями. Благодаря этим работам, выявившим наблюдательность и проницательность Палласа, он быстро стал известен среди европейских биологов. Позже его новую систему классификации животных высоко оценивал Жорж Кювье. Впоследствии, с утверждением идеи эволюции в биологии, схема Палласа стала основой систематики. Из Голландии П. С. Паллас планировал совершить путешествия в Южную Африку и Южную и Юго-Восточную Азию, но по настоянию отца не осуществил эти планы; в 1766 году он снова вернулся в Берлин, где начал работать над «Зоологический сноп» (лат.  Spicilegia zoologica, Берлин, 1767—1804, в 2 томах).

### Российские экспедиции 1768—1774 годов

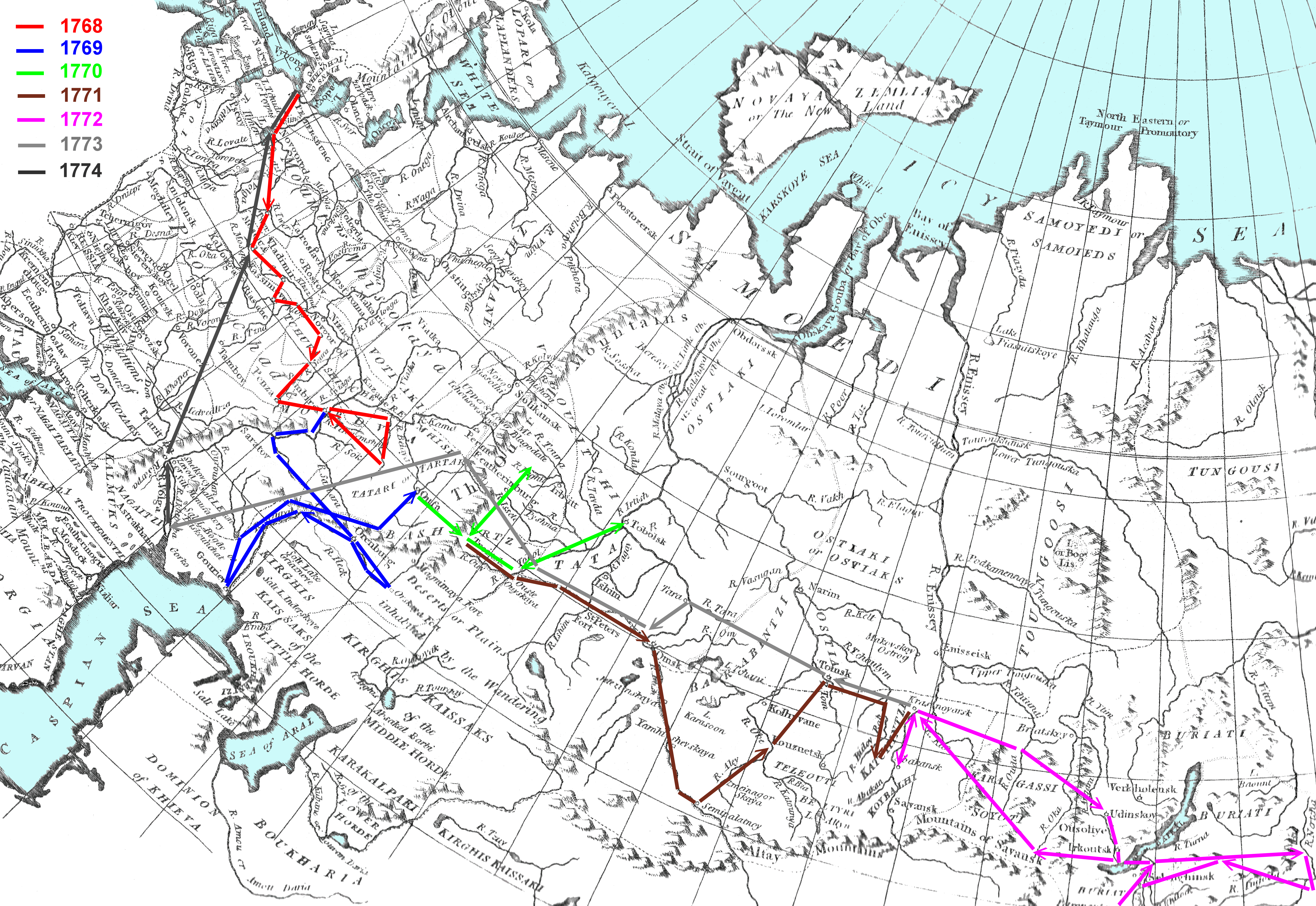
Маршруты экспедиции на карте конца XVIII века.
Передвижение П. С. Палласа по годам

22 декабря 1766 года Петербургская Императорская Академия наук и художеств избрала П. С. Палласа своим действительным членом и профессором натуральной истории. Сначала он отказался, но в апреле 1767 года согласился — и 23 апреля 1767 года избрание его членом академии было подтверждено. 30 июля 1767 года в возрасте 26 лет — уже имея докторскую степень, профессорское звание и признание в Европе — Паллас вместе с семьёй (молодой женой и малолетней дочерью) прибыл в Россию для работы в качестве адъюнкта Петербургской Академии наук и коллегии асессора. От Академии ему был положен оклад в размере 800 рублей в год, что по тем временам было высоким жалованием.
Екатерина II активно интересовалась устройством и богатствами своей империи, и идея комплексного исследования страны с целью определения её геологических, минералогических, животных и растительных ресурсов, а также выявления исторических, социально-экономических и этнографических особенностей отдельных её регионов возникла у императрицы после завершения собственного путешествия по Волге от Твери до Симбирска в 1767 году (о такой экспедиции мечтал ещё Ломоносов). Вскоре по её распоряжению была начата организация новых экспедиций — нескольких «астрономических» и «физических» отрядов. В задачу шести астрономических отрядов входило вычисление солнечного параллакса при прохождении Венеры через диск Солнца в июле 1769 года (тем самым предоставлялась возможность более точно определить расстояние между Землёй и Солнцем). Первоначально задумывалось, что Паллас будет участвовать в астрономической экспедиции на Камчатку, но позже планы были изменены.
Физическая академическая экспедиция состояла из пяти небольших отрядов — трёх в Оренбургскую губернию и двух в Астраханскую. Подготовка к экспедиции заняла год: только в июне 1768 года Паллас со своим отрядом выехал из Санкт-Петербурга, в пути его сопровождала семья. Паллас руководил основным отрядом (1-м отрядом Оренбургской экспедиции) с 21 июня 1768 года по 30 июня 1774 года; в состав отряда также входили капитан Н. П. Рычков, гимназисты (двое из которых сами стали позже академиками) Н. П. Соколов, В. Ф. Зуев и Антон Вальтер, рисовальщик Николай Дмитриев и чучельник Павел Шумский. Отряд побывал в центральных губерниях, районах Поволжья, Прикаспийской низменности, Урала, Западной Сибири, Алтая, Байкала и Забайкалья. Другие отряды возглавляли академики профессор И. П. Фальк, И. Г. Георги, И. И. Лепёхин (в Оренбургскую губернию), С. Г. Гмелин (погиб в Дагестане, попав в плен к горцам) и И. А. Гюльденштедт (в Астраханскую губернию).
В общей инструкции по программе исследований П. С. Палласу поручалось:
«Исследовать свойства вод, почв, способы обработки земли, состояние земледелия, распространённые болезни людей и животных и изыскать средства к их лечению и предупреждению, исследовать пчеловодство, шелководство, скотоводство, особенно овцеводство.

Затем обратить внимание на минеральные богатства и минеральные воды, на искусства, ремёсла, промыслы каждой провинции, на растения, животных, на форму и внутренность гор и, наконец, на все отрасли естественной истории… Заняться географическими и метеорологическими наблюдениями, астрономически определять положение главных местностей и собрать всё, касающееся нравов, обычаев, верований, преданий, памятников и разных древностей».
В целом естественнонаучные экспедиции екатерининского периода охватили обширную территорию России — от Баренцева моря на севере и до Чёрного (Северный Кавказ и Крым) и Каспийского (до границ с Персией) морей на юге и от Балтийского моря (Рига) на западе до Забайкалья (до границ с Китаем) на востоке.

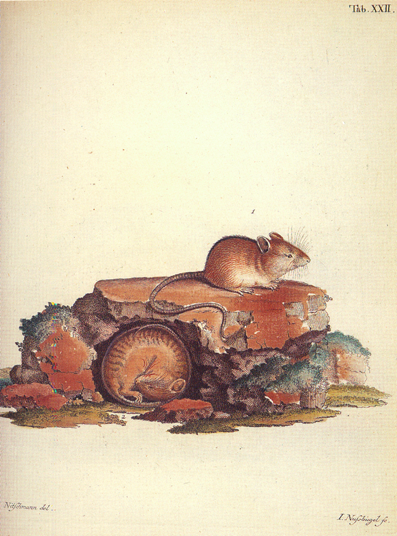
Рисунок Лесная мышовка|лесной мышовки (Sicista betulina) из книги П. С. Палласа «Novae species quadrupedum» (1778—1779), выполненный Ничманном (Nitschmann) и Нуссбигелем (I. Nussbiegel)

Маршрут отряда Палласа проходил в первый год по городам Петербург — Новгород Великий — Тверь — Клин — Москва — Владимир — Касимов — Муром — Арзамас — Пенза — Симбирск — Самара — Ставрополь (ныне — Тольятти) — Симбирск. Первую зиму экспедиция провела в Симбирске. В марте 1769 года Паллас с отрядом через Ставрополь-на-Волге (Тольятти) отправился в Самару, затем в Сызрань и Серный городок (ныне — Серноводск). Путешествуя по рекам Сок, Волга, открыл месторождения битуминозного известняка, которые в дальнейшем способствовали открытию месторождений асфальта (Первомайский асфальтовый завод проработал до 1961 г.) и нефти на Волге. В «Путешествии по разным провинциям Российского государства» он пишет о «нефтяном ключе», и нефть из этого источника употреблялась местными крестьянами вместо дёгтя или для смазки колёс у телег.
Вернувшись в Самару, он через Борск (ныне — село Борское Самарской области) двинулся в Оренбург, затем в Яицкий городок (ныне — Уральск), затем вдоль реки Урал доехал до Гурьева, далее, через степь, — до Уфы, где оставался до 1770 года. Во время зимовки в Уфе Паллас закончил первый том описания своего путешествия — «Reise durch verschiedene Provinzen des Rußischen Reichs» (нем.) («Путешествие по разным провинциям Российского государства»), — который в следующем, 1771 году, был опубликован в Санкт-Петербурге.
В мае 1770 года Паллас выехал из Уфы. Лето он посвятил изучению Уральских гор: от местных жителей узнал, что есть незамерзающий источник Кургазак, впадающий в Юрюзань, и далее направился к горящей горе, узнав от башкир о необыкновенных природных геотермальных явлениях уникальной горы «Янган-Тау» (от башк. «Янгантау» — «горящая гора»), которые описал в своём дневнике 26 мая 1770 года: «Из открытых трещин (расселин) поднимается беспрестанно тонкий, против солнца дрожащий жаркий пар, к которому рукой прикоснуться невозможно, брошенная же туда кора или сухие щепки в одну минуту пламенем загорались, в плохую погоду и в тёмные ночи кажется он тонким красным пламенем или огненным шаром в несколько аршин вышиной…»
Побывал в Екатеринбурге, посетил местные горные заводы. Ему принадлежит первая известная идея соединить бассейны Волги и Оби (см. Трансуральский водный путь). Был на реке Туре. На зиму остановился в Челябинске. Уже зимой ездил в Тобольск и Тюмень, затем вернулся в Челябинск. В апреле 1771 года Паллас с отрядом покинул Челябинск и в мае прибыл в Омск. Через Алтай экспедиция дошла до Томска.
Зиму 1772 года П. С. Паллас с отрядом провёл в Красноярске. За время зимовки он подготовил второй том своего труда «Reise durch verschiedene Provinzen des Rußischen Reichs». Из его писем Иоганну Альбрехту Эйлеру, секретарю Академии наук, следует, что он собирался продолжить свой путь в Китай, но теперь из-за плохого здоровья вынужден отказаться от этого плана. Также Паллас жаловался Эйлеру, что путешествие 1771 года — сплошная череда неудач и неприятностей. В письме к Иоганну Петеру Фальку Паллас писал, что потерял всякое желание к дальнейшим путешествиям и чувствует себя сибирским изгнанником... К счастью, здоровье Палласа улучшилось, к тому же в Красноярск приехал академик Иоганн Готлиб Георги.
В марте 1772 года П. С. Паллас с отрядом отбыли из Красноярска. Через Иркутск по льду Байкала они добрались до Селенгинска (ныне — Новоселенгинск), затем до Кяхты. После возвращения в Селенгинск он посетил Даурию. Через Селенгинск и Иркутск вернулся в Красноярск, в котором пробыл до января 1773 года, после чего отправился в обратный путь, в сторону европейской части России. П. С. Паллас проследовал через Томск, Тару, Сарапул и Казань. В сентябре он остановился в Царицыне (ныне — Волгоград), где оставался до весны следующего года. За время зимовки он совершил несколько поездок, в том числе побывал в Астрахани.
Через Москву П. С. Паллас вернулся в Петербург 30 июля 1774 года.

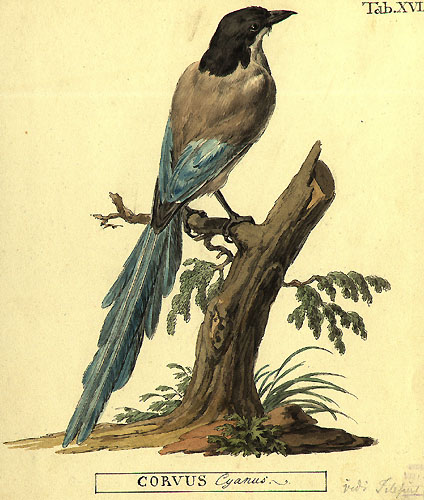
Рисунок Голубая сорока|голубой сороки (Cyanopica cyanus) из книги П. С. Палласа «Zoographia rosso-asiatica» (1811), выполненный К. Г. Г. Гейслером.

В общей сложности маршрут палласовского отряда составил 27 264 версты (около 29 085 км), из которых 6000 вёрст (около 6400 км) проделали В. Ф. Зуев и Н. П. Соколов. По своим масштабам и сложности подобный экспедиционный проект и сегодня выглядел бы трудновыполнимым. Многолетнее путешествие было связано с большими трудностями и потребовало огромного напряжения сил, к тому же Паллас столкнулся с непривычным для него резко континентальным климатом. Как замечает сам П. С. Паллас в конце описания своего путешествия, он вернулся в столицу с обессиленным организмом и седеющими волосами на тридцать третьем году жизни. Во время путешествия он неоднократно болел, он отморозил себе пятки, у него было хроническое воспаление глаз. Ночевать приходилось и в заброшенных зимовьях, и в землянках, а иногда и под открытым небом. Много неприятностей доставляли дороги, трудно было достать хороших лошадей. Зимой ехали на санях, а летом — на телегах, плыли на лодках. Попадались и неспокойные районы, где кочевники, недавно вошедшие в состав России, не чурались грабежей и разбоя.

### Результаты экспедиций
Научные результаты палласовской экспедиции превзошли все ожидания. Был собран уникальный материал по зоологии, ботанике, палеонтологии, геологии, физической географии, экономике, истории, этнографии, культуре и быту народов России. Коллекции, собранные во время этого путешествия, направлялись в Петербург, легли в основу коллекций академической Кунсткамеры, многие из них до сих пор хранятся в музеях Российской академии наук, а часть их попала в Берлинский университет. Собранные во время путешествий географические, геологические, ботанические, зоологические, этнографические и другие материалы впоследствии были обработаны Палласом.
В 1772 году в районе Красноярска П. С. Палласу показали 680-килограммовую железно-каменную глыбу (Палласово железо), которая по распоряжению путешественника была отправлена в Петербург и сейчас украшает метеоритный отдел Минералогического музея имени академика А. Е. Ферсмана Академии наук. Этот, крупнейший в России железо-никелевый метеорит (палласит), называется «Палласово железо» (или «Красноярск»).
В ходе экспедиции П. С. Паллас открыл и описал много новых видов млекопитающих, птиц, рыб, насекомых и других животных, в том числе ланцетника, которого принял за моллюска. Он также исследовал ископаемые останки буйвола, мамонта и шерстистого носорога.
Путешествие имело и громадное практическое значение. Оно дало сведения об уникальных природных богатствах Восточной Сибири и Алтая, которые до этого почти не были известны. Паллас рассказывал также о нуждах проживавших там народов. Для современной науки непреходящую ценность имеет тот факт, что Паллас описывал области России, её поля, степи, леса, реки, озёра и горы, когда они практически ещё не испытали «преобразующего» воздействия человека и были обильно населены видами животных, многие из которых исчезли уже через несколько десятилетий (например, дикая лошадь тарпан).
Результаты научного подвига П. С. Палласа и его помощников были обобщены им в многочисленных трудах, опубликованных на латинском, немецком и русском языках в Петербурге и позднее переведённых на английский — в Эдинбурге и в Лондоне, и на французский — в Париже:
- «Reise durch verschiedene Provinzen des Rußischen Reichs in den Jahren 1768—1773» (нем.), или «Путешествие по разным провинциям Российского государства», вышедших вначале в трёх томах на немецком (СПб., 1771—1776), затем на русском (1773—1788), на французском (1788—1793) и английском (1802) языках, в которых среди многочисленных сведений о России дано удивительно точное описание более 250 видов животных, обитавших на её территории;
- «Sammlungen historischer Nachrichten über die Mongolischen Völkerschaften» (нем.) («Собрания исторических сведений о монгольских народностях», СПб., 1776—1801);
- «Neue nordische Beiträge zur physikalischen und geographischen Erd- und Völkerbeschreibung, Naturgeschichte und Ökonomie» (нем.) («Новые северные доклады по физическому и географическому описанию земли и народностей», СПб. и Лейпциг, 1781—1796, в 7 томах) и др.

Эти труды были высоко оценены современниками П. С. Палласа и стали источником ценнейшей и детальнейшей информации о ресурсах Российской империи того времени для просвещённых людей России и других стран.

### Последующая научная работа

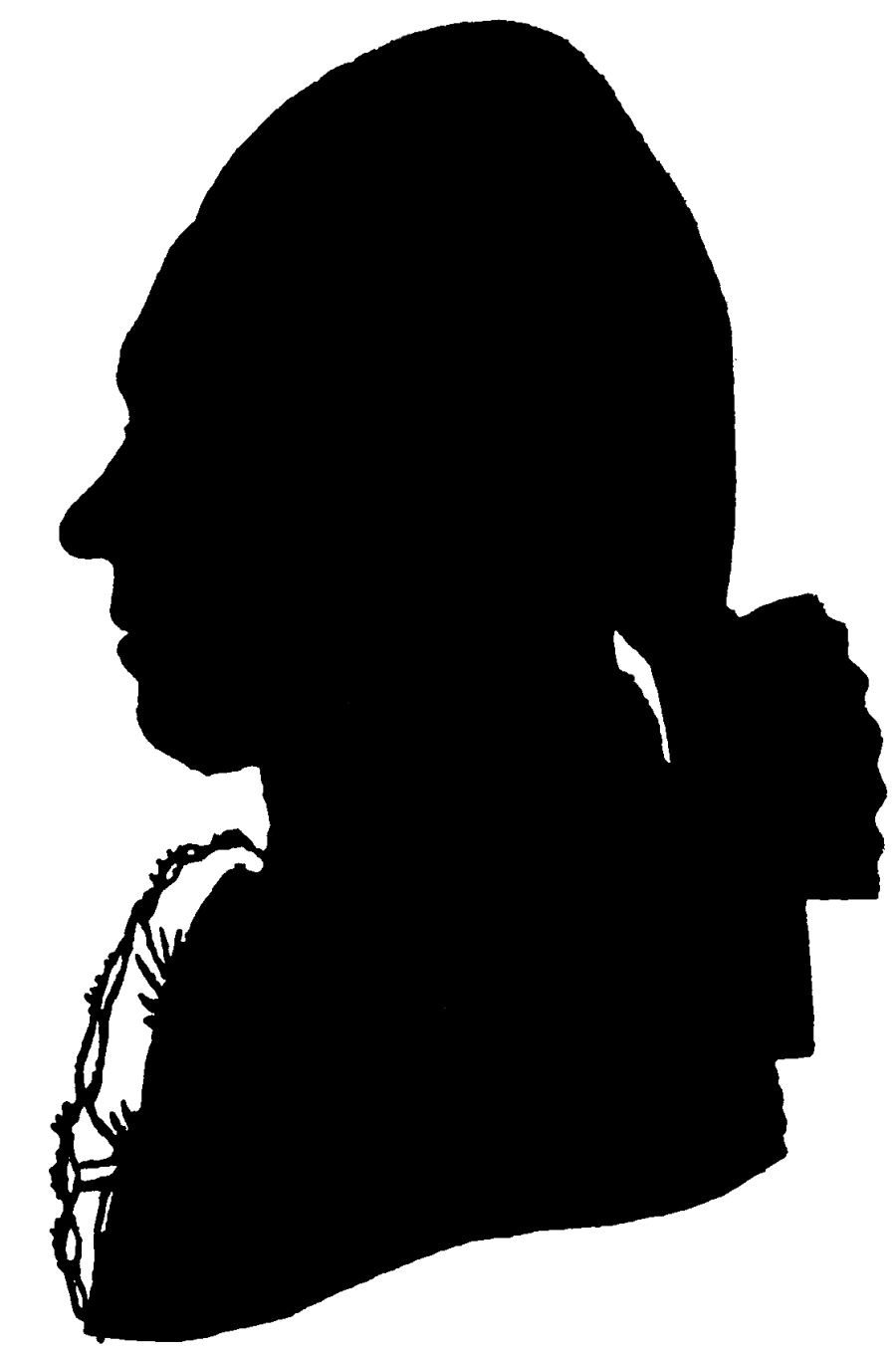
Силуэт П. С. Палласа работы художника Ф. Антинга (1784)

В 1777 году П. С. Паллас был назначен членом топографического отдела Российской империи, в 1782 — коллегии советником, в 1786 — историографом Адмиралтейств-коллегии. Он продолжает заниматься исследованиями в различных областях.
В 1781 году им опубликована работа «Замечания о ленточных червях у людей и животных», в которой П. С. Паллас, подробно описав 21 вид паразитических цестод, предлагал меры по борьбе с гельминтами.
В 1780-х годах он усиленно работал над подготовкой общего свода растений России — «Flora Rossica» («Флора России»). Из-за недостатка средств удалось издать только два выпуска этого обширного труда (1784 и 1788), содержащих описание около трёхсот видов растений и изумительные иллюстрации.
В 1784 году Екатерина II заинтересовалась идеей Кур де Жебелена о единстве всех мировых языков, занялась сравнительным языкознанием и затем предоставила материалы своего изучения историку и лингвисту Г. Л. Х. Бакмейстеру (1730—1806). В апреле 1785 года Екатерина II привлекла к этой работе Палласа, который составил программу и анкету для сбора материала и сравнительного анализа языков народов России и всего мира. Анкета была разослана не только администраторам российских провинций, но и в Европу, Китай, Бразилию и Северную Америку, где президент Джордж Вашингтон поручил губернаторам Соединённых Штатов собирать материалы для учёных занятий русской императрицы. Предполагалось, что данное исследование могло бы «привести к решению о существовании одного первобытного языка». При этом особое внимание следовало обратить на языки «внутренней Азии» — области, которую Паллас считал очагом происхождения человеческого рода.
Закончив исследование, П. С. Паллас издал по поручению Екатерины II сравнительный словарь в двух частях (1787—1789), в котором были представлены более 200 языков и наречий народов Азии и Европы, в том числе 142 азиатских языка, 51 европейский язык и 50 языков народов Севера. Первый том включал 273 понятия — термины родства, названия зверей, домашних животных, птиц, природных явлений и т. д.; в специальном «Лексиконе» было представлено 149 языков. Второй том содержал названия простых числительных на 222 языках. В 1790—1791 годах словарь был переиздан в дополненном и исправленном виде. В новом четырёхтомном издании были представлены 272 языка и диалекта, в число которых также вошли 30 языков Африки и 23 языка Америки. Согласно предложению Екатерины II, структура словаря была изменена. Как явствует из нового названия — «Сравнительный словарь всех языков и наречий, по азбучному порядку расположенный», слова различных языков мира располагались в нём в алфавитном порядке. При составлении этого словаря П. С. Паллас также использовал материалы Бакмейстера.
Несмотря на небывалость замысла, лингвистический проект Екатерины II и Палласа имел ряд изъянов и был оценён некоторыми современниками (например, профессором Кристианом Краусом из Кёнигсберга) как скороспелое и непродуманное сочинение. Под сомнение была поставлена точность воспроизведения слов, взятых у не имеющих письменности народов, составители не учли ни географического положения языков, ни их происхождения. Все иноязычные слова были записаны русскими буквами, весьма приблизительно отображающими реальное произношение. Сбор данных проводился поспешно и чаще всего неспециалистами, в результате чего в словаре было допущено много ошибок и искажений в передаче звучания слов. Однако сама критика способствовала становлению метода ещё не родившейся науки филологии.

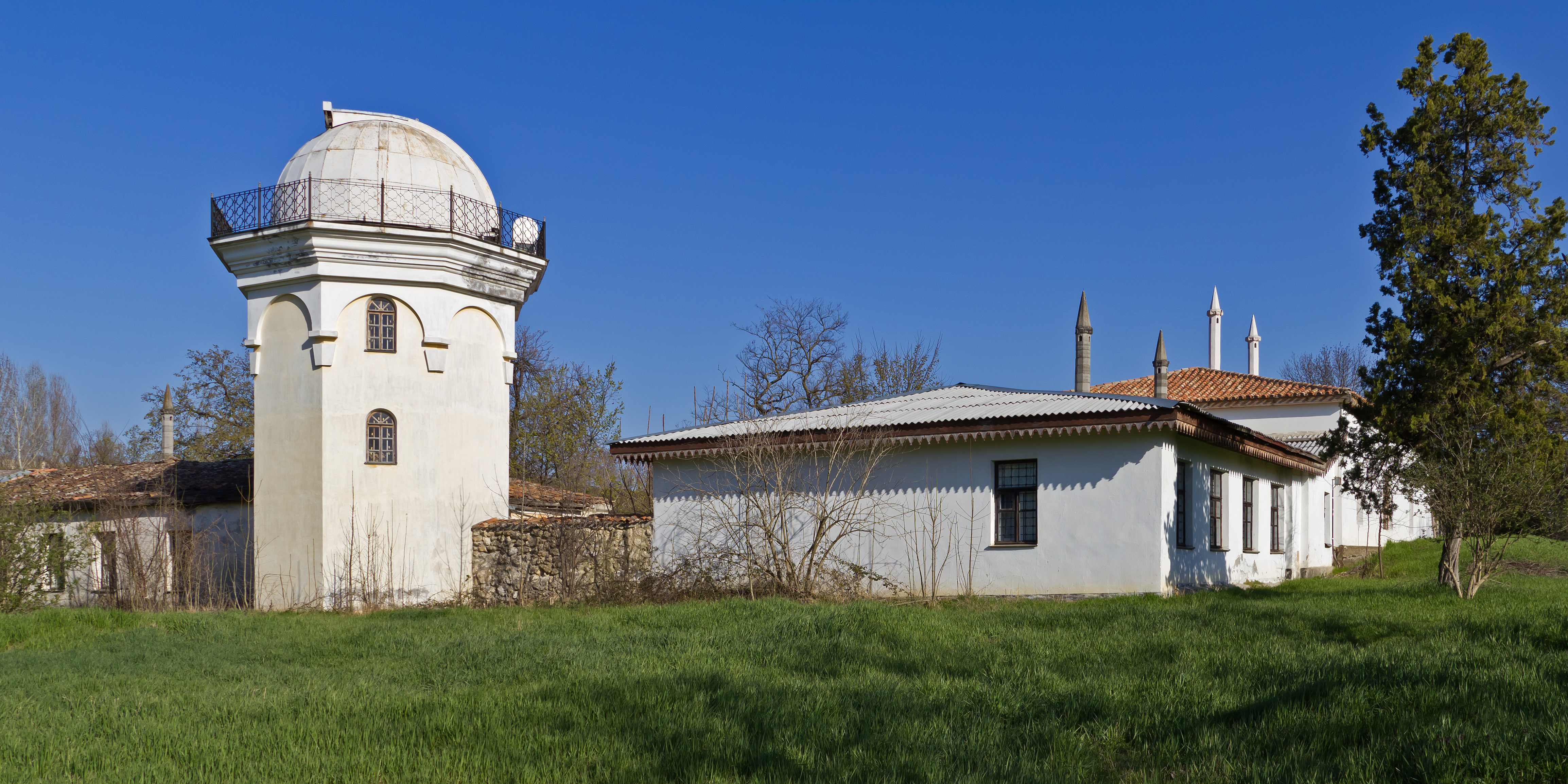
Дом Палласа в Симферополе. Парк «Салгирка»

Как проявление особого уважения, которое Екатерина II в этот период оказывала учёному, можно расценить тот факт, что она поручила П. С. Палласу преподавание естественных наук своим внукам Константину и Александру (будущему императору Александру I).
По не вполне понятным причинам Паллас был отстранён от дел в 1792 году. В 1793—1794 годах он совершил на личные средства путешествие в южные губернии России — из Петербурга в Поволжье, Астрахань, Прикаспийскую низменность, на Северный Кавказ, в Крым и на Украину. Здесь он изучал климатологию на юге России и в Крыму, незадолго до этого присоединённому к России. В составе экспедиции был молодой художник из Лейпцига Кристиан Гейслер. В самом начале путешествия, в феврале 1793 года при переезде через реку Клязьму Паллас вышел из экипажа и наполовину провалился под лёд и был вынужден в мокрой одежде проехать ещё 37 вёрст; в результате этого случая его здоровье было окончательно подорвано, и от полученной простуды он страдал до конца жизни. Описал своё путешествие в книге «Заметки о путешествии в южные наместничества Российского Государства в 1793 и 1794 гг.», изданной в Лейпциге в 1799 году.
…Паллас отличался необыкновенною скромностью и мало заботился о своей славе, он не привязан к блеску… Если Паллас замечателен как учёный, то он замечателен и в своей частной жизни.
В. В. Измайлов, писатель, посетивший Палласа в 1799 году в Крыму.
В 1796 году П. С. Паллас был командирован в Симферополь, где императрица пожаловала ему имение Шулю — обширные поместья и дом. По пути в Крым он посетил Тулу, Курск и Екатеринослав. Поселившись в Крыму, Паллас обследовал почти всё Южное побережье полуострова. В последние годы жизни, среди прочего, Паллас занимался подготовкой фундаментального трёхтомного труда по фауне России «Zoographia rosso-asiatica» («Российско-азиатская зоология» (лат.)), в котором были представлены более 900 видов позвоночных, включая 151 вид млекопитающих, из них около 50 новых видов. По обширности материала и тщательности, разносторонности описания животных ему долго не было равных. Вплоть до начала XX века книга оставалась главным источником знаний о фауне России. Первый том был готов уже в 1806 году, но печать и выпуск в свет затянулись на четверть века из-за художника Гейслера, который, уехав в Германию, заложил изготовленные им таблицы рисунков к этому сочинению.
В январе 1810 года П. С. Паллас обратился в Академию наук с просьбой о бессрочном отпуске в Берлин, где он мог бы лучше следить за изготовлением рисунков для своей книги. В марте отпуск с сохранением жалования был разрешён, и в июне, проследовав через Броды и Бреславль, он прибыл в Берлин. Здесь он в почёте и уважении прожил лишь один год и, так и не увидев свой главный труд изданным, скончался за две недели до семидесятилетия, 8 сентября 1811 года.
| |  |  |
| Памятник на могиле П.С. Палласа в Берлине (общий вид и барельеф крупным планом). Надпись на латинском языке гласит: «Петер Симон Паллас берлинский, рыцарь, академик санкт-петербургский, много в заброшенных землях ради природы вещей изысканий проведший, покоится в конце концов здесь. Родился 22 сентября 1741 года. Умер 8 сентября 1811 года. Памятник с надписью по его указанию Академии наук Берлина и Санкт-Петербурга воздвигли в 1854 году». |  |  |

## Значение научных изысканий Палласа
Нет отрасли естественных наук, в которой Паллас не проложил бы новый путь, не оставил бы гениального образца для последователей… По своей многосторонности Паллас напоминает энциклопедических учёных древности и средних веков, по точности — это учёный современный, а не XVIII века.
В своих многочисленных печатных работах (всех их более 170) Паллас выступает как путешественник, зоолог, ботаник, палеонтолог, минералог, геолог, топограф, географ, медик, этнолог, археолог, филолог, даже сельский хозяин и технолог. Несмотря на такое разнообразие специальностей, он не был поверхностным учёным, а был настоящим энциклопедистом.
В области ботаники, помимо труда «Флора России», Палласу принадлежат монографии об астрагалах, солянках и других растениях.

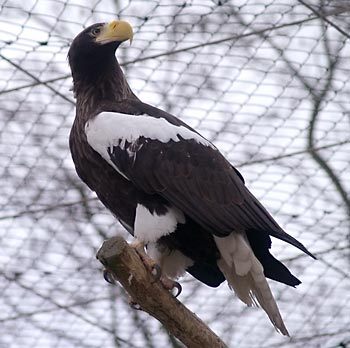
Белоплечий орлан (Haliaeetus pelagicus), впервые описанный Палласом в «Zoographia rosso-asiatica» (1811)

Насколько серьёзны и глубоки были его понятия по зоологии, можно заключить из того факта, что он во многом опередил учёных своего времени на целое столетие. Достаточно назвать следующие примеры. Уже в 1766 году Паллас указал, что строгое разграничение животных и растений невозможно и выделил зоофитов из типа червей; в 1772 году он высказался о возможности происхождения нескольких близких между собой видов от общего родоначальника; в 1780 году Паллас первый указал, что чрезвычайная изменчивость некоторых животных, например, собаки, обусловливается происхождением от нескольких отдельных видов. Однако, несмотря на развитие идей исторического развития органического мира, Паллас к концу жизни стал признавать постоянство и неизменяемость видов.
При описании животных Паллас применял метод точных измерений их размеров (1766) и обращал внимание на их географическое распространение (1767). Вышедшее на латинском языке сочинение Палласа «Zoographia rosso-asiatica» является первым систематическим описанием фауны России и началом всей российской зоологической науки, хотя этот капитальный труд до сих пор не переведён на русский язык.
Палласом было описано 425 видов птиц, 240 видов рыб, 151 вид млекопитающих, 21 вид гельминтов, а также много видов земноводных, рептилий, насекомых и растений.
По геологии у Палласа впервые можно найти указание на последовательность геологических наслоений (1777). Во время поездок по юго-восточным степям он отметил следы прежнего высшего стояния уровня Каспийского моря и довольно точно определил часть его древних берегов.
Палласу принадлежат немалые заслуги и в области изящной словесности. Именно после издания его трудов о Крыме многие видные авторы — С. С. Бобров, И. М. Муравьёв-Апостол, А. С. Пушкин, К. Н. Батюшков, А. С. Грибоедов — серьёзно заинтересовались этим краем и предприняли поездки на Юг. В итоге русский читатель впервые по-настоящему открыл для себя Крым, доселе неведомый и казавшийся почти враждебным, а русская национальная литература обогатилась ценным художественным материалом.
«…[Работы Палласа] лежат до сих пор в основании наших знаний о природе и людях России. К ним неизбежно, как к живому источнику, обращается географ и этнограф, зоолог и ботаник, геолог и минералог, статистик, археолог и языковед — раз только он столкнётся с вопросами, связанными с природой и народами России. Его путешествия <…> являются в своих изложениях неисчерпаемым источником разнообразнейших крупных и мелких, но всегда научно точных данных. Но Паллас <…> был и творцом в областях теоретических обобщений — его значение как теоретика геолога, физико-географа и биолога даже более высоко и глубоко, чем обычно рисуется в столь мало изученной области знания, какой является история науки в новое время. Паллас до сих пор ещё не занял в нашем сознании того исторического места, которое отвечает его реальному значению. Может быть, для истории русской культуры особенно важным представляется то, что Паллас делал свои крупные обобщения на основании изучения русской природы, быта и остатков племён, населяющих нашу страну. Строение наших гор дало ему данные для первых научных орогенетических представлений, перенесённых на весь земной шар; изучение русской фауны привело его к зоогеографическим обобщениям, положившим начало целому отделу зоологии, и к тем данным в области анатомии беспозвоночных, которые явились для его времени совершенно неожиданным новым завоеванием. В области археологии и этнографии, физической географии мы всюду наталкиваемся на ту же черту — самостоятельную обобщающую работу над природой и народами нашей страны».

## Семья
Паллас был женат трижды.
В 1767 году в 26 лет он вступил в фактический брак с женой немецкого генерала, которая имела дочь, ушла от мужа и сопровождала Палласа в его экспедиции по Европейской России и Уралу. Спустя 16 лет супруги обвенчались, через три дня после венчания супруга скончалась.
- Дочь — Альбертина (нем. Albertine или Albertina). Была замужем с 1800 года за генералом на русской службе Вимпфеном (или бароном Вимфельдом (нем. Georg Freiherr von Wimpffen или Wimfeld), венгерским генералом[33]), который скончался от ран после битвы под Аустерлицем, во французском плену в 1807 году в городе Люневиль. C 1807 года она поселилась у П. С. Палласа в Крыму[34]. После смерти Палласа она в Берлине вышла замуж за Иоганна Фердинанда Шульце (нем. Johann Ferdinand Schultze), который скончался в 1840 году.
  - Внук — Володя (нем. Woldemar или Waldemar Baron von Wimpffen) жил в Берлине.

В 1783 году в Санкт-Петербурге женой Палласа стала Мария Елизавета Глан (нем. Maria Elisabeth Glan), которая родила ему троих детей, умерших в младенчестве. Её дальнейшая судьба неизвестна.
В 1787 году третий брак был заключён с Каролиной (Катарина Ивановна Польман; нем. Katharina Pollmann), которая была намного моложе Палласа, не имела от него детей, сопровождала его вместе с дочерью Альбертиной в южных путешествиях 1793—1794 годов и поселилась с ним в Крыму, был также неудачным: молодая жена принесла Палласу много горя и не пожелала вернуться с ним в Берлин. В 1810 году вместе с П. С. Палласом в Берлин (к его старшему брату Августу) уехали его дочь Альбертина и её сын Володя.

## Членство в организациях

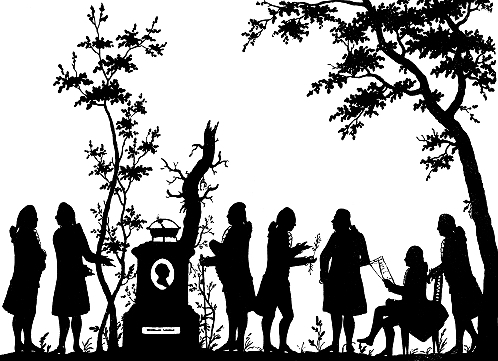
П. С. Паллас в центре академиков, 1784

- 1763 — Римская академия естествоиспытателей
- 1764 — Лондонское королевское общество[36]
- 1766 — Императорская академия наук и художеств в Санкт-Петербурге
- 1767 — Императорское Вольное экономическое общество[37]
- 1790 — Парижская академия наук (иностранный член)[38]

## Имена и произношение фамилии
По правилам грамматики немецкого языка, в немецких фамилиях ударение ставится на первый слог — Петер Симон Па́ллас, однако в русской его версии — Пётр-Симон Палла́с, его часто ставят на второй слог.

## Память
Именем Палласа на русском или других языках названо множество видов животных и растений. Ниже перечислены некоторые из них:
Животные
Моллюски:
- Amicula pallasii Middendorff, 1847 — амикула Палласа,

Рептилии:
- Testudo graeca pallasi Testudo graeca pallasi Chkhikvadze et Bakradze, 2002 — один из подвидов средиземноморской черепахи, найденных в Дагестане[41]

Млекопитающие:
- Ochotona pallasi Gray, 1867 — палласова, или монгольская, пищуха (англ. Pallas's pika),
- Манул (второе название — «палласов кот»)

Птицы:
- Emberiza pallasi Cabanis, 1851 — полярная овсянка (англ. Pallas's Reed Bunting).

Ископаемые:
- Cyphon pallasi Jablokoff-Khrzorian, 1911 — класс насекомых, олигоцен Прибалтики.
- Mactra pallassii Baily, 1858 — класс двустворчатых моллюсков, миоцен Украины.

Растения
- Petrosimonia Bunge — Петросимония[43], семейство Маревые,
- Neopallasia Poljakov — Неопалласия, семейство Астровые.

Виды растений:
- Erysimum pallasii (Pursh) Fernald — Желтушник Палласа
- Hyacinthella pallasiana (Steven) Losinsk. — Гиацинтелла Палласа, или Гиацинтик Палласа [syn.  Hyacinthus pallasianus Steven — Гиацинт Палласа]
- Lonicera caerulea subsp. pallasii (Ledeb.) Browicz, или Lonicera pallasii Ledeb. — Жимолость Палласа
- Malus orientalis (Uglitzk.) ex Juz. — Яблоня палласова, или Яблоня сибирская
- Pinus pallasiana D.Don — Сосна Палласа, или Pinus taurica hort. — Сосна крымская
- Ranunculus pallasii Schltdl. — Лютик Палласа

Топонимы и другие объекты
Паллас был первым учёным, именем которого был назван русский корабль. Составленные Палласом подробные инструкции обследования земель способствовали успеху экспедиции Г. А. Сарычева — И. И. Биллингса, которые назвали одно из своих судов «Паллас».
Кроме того, имя Палласа носят:
- действующий (извержения в 1843, 1846, 1924 годах) вулкан[45] (абсолютная высота 993 м; японское название Сирокемури) на острове Кетой в гряде Курильских островов,
- гора в южной части Северного Урала, в осевой полосе Уральских гор, западнее массива Денежкин Камень, на территории, подчинённой Североуральску Свердловской области (60°27′ с. ш. 59°13′ в. д.HGЯO; абсолютная высота 1337 м)[46],
- гора Палласа на Яблоновом хребте (52°07′17″ с. ш. 113°01′42″ в. д.HGЯO), точка Мирового водораздела для бассейнов трёх крупных рек мира: Амура, Енисея и Лены, и, соответственно, двух пар бассейнов океанов: Атлантического с Ледовитым и Тихого с Индийским. Относительная высота 1236 м. Памятник природы получила в 1983 году, представляет интерес для познавательного туризма[47].
- гора Паллас [Румои], Японское море, остров Хоккайдо, 43°57′ с.ш., 141°39′ в.д., название присвоено в 1805 году И. Ф. Крузенштерном; в настоящее время русское название на карты не наносится[48].
- полуостров на берегу Харитона Лаптева в Карском море (обследован в 1900 году участниками Русской полярной экспедиции 1900—1903 гг., тогда же было присвоено название полуострову)[49],
- риф у берегов Новой Гвинеи,
- первый из найденных железно-каменных метеоритов и первый метеорит, обнаруженный на территории России — Палласово железо
- тип железно-каменных метеоритов — Палласит,
- структура Палласа — геологическая структура на шельфе Чёрного моря, перспективная в нефтегазоносном отношении. Расположена на границе территориальных вод Украины и России,
- кратер на видимой стороне Луны.
- улица в Берлине (нем. Pallas-Straße), с 2001 года название Палласеум в честь Палласа носит жилой дом на этой улице,
- город и железнодорожная станция Палласовка[50] (Палласовский район, Волгоградская область),
- улица в Новосибирске,
- улица в Красноармейском районе Волгограда.
- улица в Симферополе[51]

## Библиография

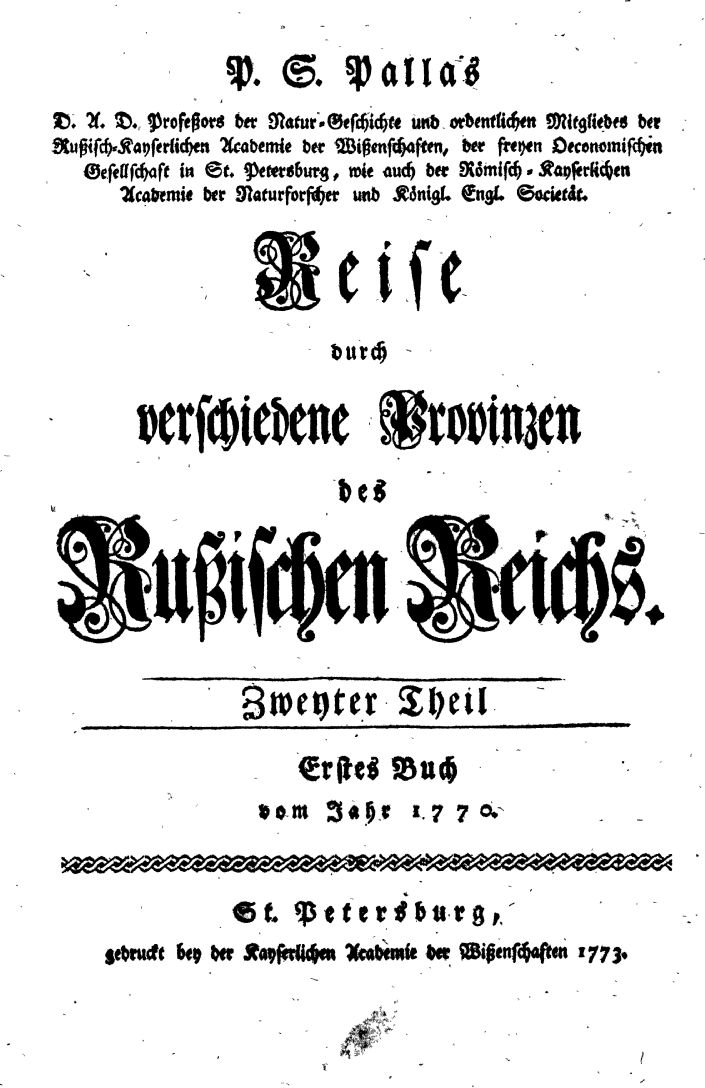
Титульный лист второго тома книги на немецком языке «Reise durch verschiedene Provinzen des Rußischen Reichs» («Путешествие по разным провинциям Российского государства») (1773)

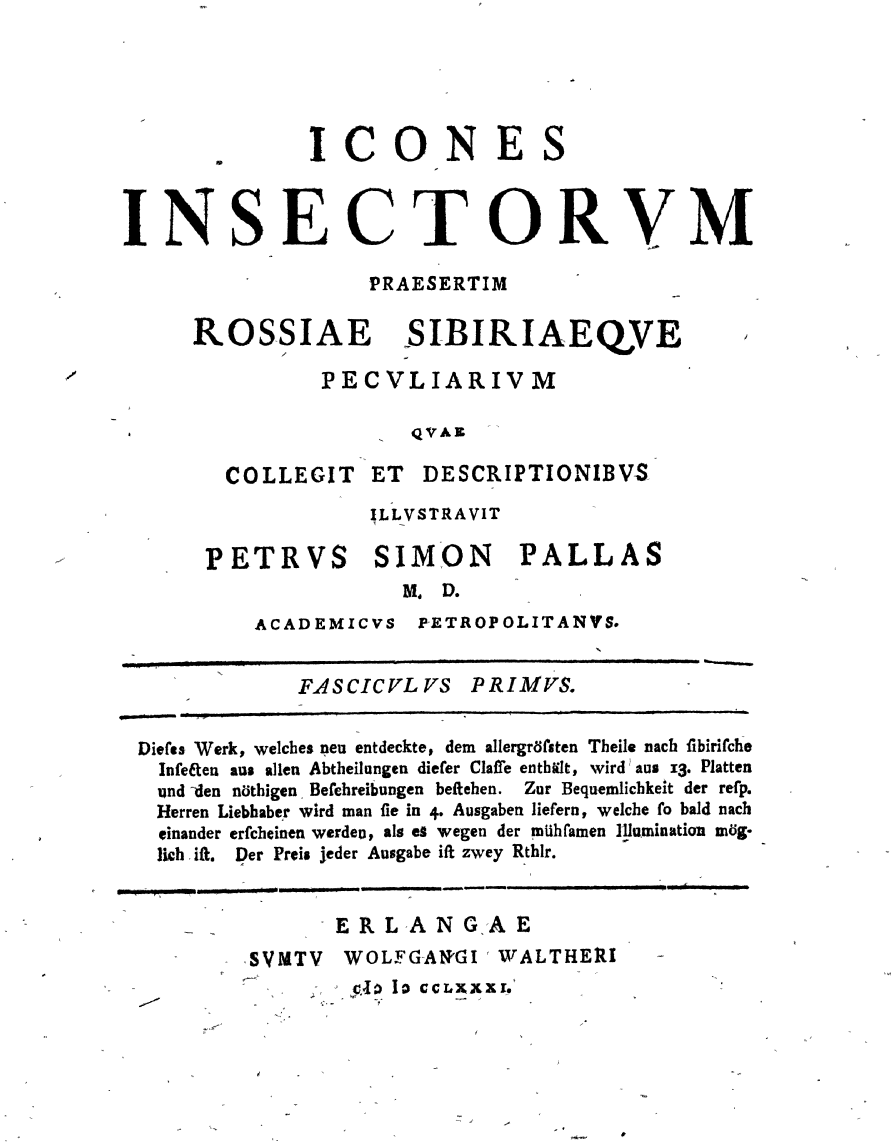
Титульный лист первой части книги «Icones Insectorum praesertim Rossiae Sibiriaeque peculiarium» (1781)

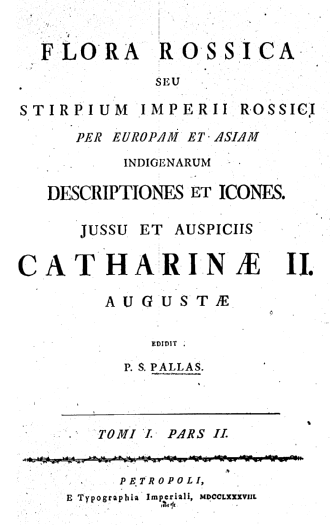
Титульный лист второй книги «Flora Rossica» (1788)